# فوکر اف.۲۵
فوکر اف. ۲۵ (به انگلیسی: Fokker F.25) یک هواپیمای ساختِ فوکر است . این هواپیما در ۱۹۴۶ میلادی نخستین پرواز خود را انجام داد.